# Iliá Jomenko
Iliá Andréyevich Jomenko –en ruso, Илья Андреевич Хоменко– (Yessentukí, 14 de octubre de 1995) es un deportista ruso que compite en natación. Ganó una medalla de plata en el Campeonato Europeo de Natación de 2018, en la prueba de 4 × 100 m estilos mixto.

## Palmarés internacional
| Campeonato Europeo | Campeonato Europeo    | Campeonato Europeo | Campeonato Europeo      |
| Año                | Lugar                 | Medalla            | Prueba                  |
| ------------------ | --------------------- | ------------------ | ----------------------- |
| 2018               | Glasgow (Reino Unido) | Medalla de plata   | 4 × 100 m estilos mixto |